# Скуртул, Максим Васильевич
Максим Васильевич Скуртул (21 января [3 февраля] 1911, Ананьев, Херсонская губерния — 20 марта 1993) — советский хозяйственный, государственный и политический деятель.

## Биография
Родился в 1911 году в Ананьеве. Член ВКП(б) с 1939 года.
С 1939 года — на хозяйственной, общественной и политической работе. В 1939—1981 гг. — 2-й секретарь ЦК ЛКСМ Молдавской ССР, член Ревизионной комиссии КП(б) Молдавии, секретарь Президиума Верховного Совета Молдавской ССР, заместитель председателя СМ Молдавской ССР, секретарь ЦК КП Молдавской ССР, министр заготовок Молдавской ССР, председатель Правления Молдавского республиканского Союза потребительских обществ, директор Музея истории Коммунистической партии Молдавии.
Избирался депутатом Верховного Совета СССР 4-го созыва.